# Jake Picking
Jake Picking (Erlangen, 2 marzo 1991) è un attore statunitense.
È meglio conosciuto per aver interpretato Rock Hudson nella serie Netflix Hollywood, creata da Ryan Murphy. È anche conosciuto per aver interpretato il ruolo di Sean Collier in Boston - Caccia all'uomo, è apparso inoltre in Top Gun: Maverick.

## Biografia
Jake Picking nacque in Germania, dove il padre, un membro dell'esercito americano, era stazionato al momento della sua nascita.
Dopo poco si trasferirono a Boston, Massachusetts, dove Jake passò tutta l'infanzia. Alla New York University, Picking era ala nella squadra di hockey sul ghiaccio. Dopo un anno di college, Jake decise di abbandonare la facoltà di Business per dedicarsi interamente alla carriera da attore partecipando dapprima in progetti studenteschi. Ancora prima di intraprendere la carriera di attore, Jake è apparso in una pubblicità della NHL.
Picking prese contatto, per la prima volta, con la recitazione al liceo quando il suo professore di matematica gli consigliò di prendere parte a delle lezioni di recitazione. Poco dopo Jake cominciò a prendere lezioni dalla manager Carolyn Pickman, che aveva già aiutato in precedenza Ben Affleck e Matt Damon. Fu lei ad incoraggiarlo nel trasformare questa passione in un lavoro.
Fu così che Picking cominciò a prendere parte a delle audizioni a Boston, nel 2013 arrivò il suo primo ruolo; ottenne infatti una piccola parte nel film adolescenziale C'era una volta un'estate in cui recitava assieme a Steve Carell. Dopo ciò prese piccoli ruoli nelle serie Ironside e Chasing Life, rispettivamente nel 2013 e nel 2014. Per avere una carriera attoriale professionale, si trasferì a Los Angeles, dove all'inizio studiava vecchi film di Hollywood con stelle dal calibro di James Dean, Paul Newman, Marlon Brando e Montgomery Clift nel suo monolocale nel pieno della solitudine. Avrebbe voluto trasferirsi a Los Angeles e prendere parte ad un corso di recitazione alla NYU Tisch School of the Arts, ma non aveva alcun tipo di conoscenza.
Negli anni successivi prese regolarmente parte a film, anche se sempre in ruoli molto piccoli o addirittura solo comparsate. Nel 2016, ha preso parte al film drammatico Goat che narra la violenza fisica e psicologica nelle confraternite americane. Nel ruolo del capo Dixon, Jake tormentava il protagonista Nick Jonas. Nello stesso anno apparve nel thriller Boston - Caccia all'uomo, che drammatizza l'attacco alla maratona di Boston. Nel film interpretò il poliziotto Sean Collier, al quale spararono gli assassini Dschochar e Tamerlan Zarnajew (interpretati da Alex Wolff e Themo Melikidze).

## Filmografia

### Cinema
- C'era una volta un'estate (The Way, Way Back), regia di Nat Faxon e Jim Rash (2013)
- Nonno scatenato (Dirty Grandpa), regia di Dan Mazer (2016)
- Goat, regia di Andrew Neel (2016)
- Boston - Caccia all'uomo (Patriots Day), regia di Peter Berg (2016)
- Fire Squad - Incubo di fuoco (Only the Brave), regia di Joseph Kosinski (2017)
- Giù le mani dalle nostre figlie (Blockers), regia di Kay Cannon (2018)
- Soldado (Sicario: Day of the Soldado), regia di Stefano Sollima (2018)
- Horse Girl, regia di Jeff Baena (2020)
- Top Gun: Maverick, regia di Joseph Kosinski (2022)
- Una birra al fronte (The Greatest Beer Run Ever), regia di Peter Farrelly (2022)

### Televisione
- Ironside – serie TV, episodio 1x01 (2013)
- Chasing Life – serie TV, episodio 1x02 (2014)
- Hollywood – miniserie TV, 7 puntate (2020)
- The First Lady - serie TV, episodi 1x03-1x05 (2022)

## Doppiatori italiani
Nelle versioni in italiano delle opere in cui ha recitato, Jake Picking è stato doppiato da:
- Marco Vivio in Nonno scatenato, Boston - Caccia all'uomo, Horse Girl
- Emanuele Ruzza in Fire Squad - Incubo di fuoco
- Dimitri Winter in Hollywood
- Flavio Aquilone in The First Lady
- Alessio Celsa in Una birra al fronte